# Kongruenzprinzip (Buchhaltung)
Das Kongruenzprinzip (auch Pagatorisches Prinzip), im Englischen als Clean Surplus Accounting bezeichnet, sagt aus, dass die Summe der buchhalterischen Periodengewinne langfristig der Summe der Zahlungsüberschüsse entspricht. Gabriel Preinreich gilt als Begründer des Kongruenzprinzips (siehe auch Preinreich-Lücke-Theorem).